# Ибрагимов, Гариф Ибрагимович
Ибрагимов Гариф Ибрагимович, род. 15.01.1922 в с. Каинлы ныне Нижнекамского р-на Татарстана в семье крестьянина. Татарин. Член КПСС с 1951. Окончил 6 классов (1936). Трудился разнорабочим стройтреста № 30 г. Москвы. В Кр. Армии с июня 1941.
В боях Вел. Отеч. войны с июля по сент. 1941 и с янв. 1944. Номер оруд. расчета 45-мм пушки 49-го стр. полка (50-я стр. див., 52-я армия, 2-й Укр. фронт) рядовой И. 9.5.44 участвовал в отражении контратаки пр-ка у нас. пункта Вултуру (10 км сев.-зап. г. Яссы, Румыния). Расчет уничтожил 3 пулемёта, орудие с прислугой и до 10 пехотинцев. И. был ранен, но остался в строю. 20.5.44 нагр. орд. Славы 3 ст.
Наводчик 45-мм пушки ст. сержант И. в боях 20—24.8.44 в г. Яссы (Румыния) метким огнём разбил 4 пулемёта, автомашину, дзот и поразил до 15 враж. солдат. 29.10.44 нагр. орд. Славы 2 ст.
Ком-р орудия тех же полка и див. (52-я армия, 1-й Укр. фронт) ст. сержант И. в наступат. боях 16—20.4.45 у нас. пунктов Центендорф, Кальтвассер и Кляйн-Крауш (Германия) поддерживал со своим расчетом пехоту, выводя из строя огн. средства и живую силу пр-ка. В р-не г. Левенберг 20.4.45 бойцы подавили 7 пулемётов, рассеяли и уничтожили большое кол-во гитлеровцев. 27.6. 1945 года нагр. орд. Славы 1 ст.
В февр. 1948 старшина И. демобилизован. Жил в поселке Марьяновка Гороховского р-на Волын. обл. (Украина). Работал зав. складом Гороховского сахарного з-да. Нагр. орд. Отечественной войны 1 ст., медалями, в том числе «За отвагу». Умер в 2012 году на Украине.